# Perșinari
Perșinari is een Roemeense gemeente in het district Dâmbovița.
Perșinari telt 2962 inwoners.